# Calvin Dekuyper
Calvin Dekuyper (Oostende, 24 februari 2000) is een Belgisch voetballer. Dekuyper speelt als verdedigende middenvelder. Hij staat sinds de zomer van 2021 onder contract bij Royal Excel Moeskroen.

## Carrière

### Cercle Brugge
Dekuyper verruilde op zijn dertiende de jeugdopleiding van KV Oostende voor die van Cercle Brugge. In de zomer van 2019 maakte hij de voorbereiding op het nieuwe seizoen mee met de A-kern van Cercle, maar nadien werd hij weer naar de beloften gestuurd. Trainer Bernd Storck gaf hem op 26 oktober 2019 zijn eerste kans op het hoogste niveau: in de competitiewedstrijd tegen regerend landskampioen KRC Genk (1-0-verlies) kreeg hij een basisplaats. Een week later mocht Dekuyper zijn eerste profcontract ondertekenen bij Cercle Brugge. Dekuyper mocht van Storck acht competitiewedstrijden op rij in de basis starten, maar op de negentiende speeldag haalde de Duitse trainer Dekuyper er tegen Sporting Charleroi na een halfuur naar de kant. Dekuyper kwam dat seizoen niet meer in actie voor Cercle Brugge, dat zich enkele maanden later op miraculeuze wijze nog wist te handhaven in de Jupiler Pro League.
Had Dekuyper onder Storck nog acht basisplaatsen op rij gekregen in zijn debuutseizoen, dan waren zijn speelkansen het seizoen daarop heel wat beperkter: Paul Clement liet hem op de negentiende competitiespeeldag negentien minuten invallen tegen Zulte Waregem (1-0-verlies), en zijn opvolger Yves Vanderhaeghe stuurde hem op de 31e speeldag in de 73e minuut het veld in tegen KAA Gent (1-0-verlies). Ook in de Beker van België was hem niet meer gegund dan een invalbeurt van een halfuur tegen Oud-Heverlee Leuven (2-3-winst). Na afloop van het seizoen 2020/21 werd zijn aflopende contract niet verlengd – in tegenstelling van dat van generatiegenoten Robbe Decostere, Thibo Somers en Charles Vanhoutte –, waardoor Dekuyper Cercle definitief verliet.

### Excel Moeskroen
In juli 2021 kreeg hij een proefperiode aangeboden bij Royal Excel Moeskroen waar hij zo de kans kreeg om coach Enzo Scifo te overtuigen van zijn kwaliteiten. Een kleine week voor de competitiestart in Eerste klasse B ondertekende hij er een contract voor een seizoen met optie op een extra jaar. Hij debuteerde op 14 augustus 2021 in de basisopstelling voor de eerste competitiespeeldag tegen RWDM.

## Clubstatistieken
| Seizoen         | Club                  | Land            | Competitie      | Competitie | Competitie | Beker | Beker | Supercup | Supercup | Europees | Europees | Totaal | Totaal |
| Seizoen         | Club                  | Land            | Competitie      | Wed.       | Dlp.       | Wed.  | Dlp.  | Wed.     | Dlp.     | Wed.     | Dlp.     | Wed.   | Dlp.   |
| --------------- | --------------------- | --------------- | --------------- | ---------- | ---------- | ----- | ----- | -------- | -------- | -------- | -------- | ------ | ------ |
| 2019/20         | Cercle Brugge         | Vlag van België | Eerste klasse A | 8          | 0          | 0     | 0     | —        | —        | —        | —        | 8      | 0      |
| 2020/21         | Cercle Brugge         | Vlag van België | Eerste klasse A | 2          | 0          | 1     | 0     | —        | —        | —        | —        | 3      | 0      |
| 2021/22         | Royal Excel Moeskroen | Vlag van België | Eerste klasse B | 6          | 0          | 1     | 0     | —        | —        | —        | —        | 7      | 0      |
| Carrière totaal | Carrière totaal       | Carrière totaal | Carrière totaal | 16         | 0          | 2     | 0     | 0        | 0        | 0        | 0        | 18     | 0      |

Bijgewerkt op 17 november 2021.

## Privé
- Hij is de jongere broer van Mitch Dekuyper, die in Tweede klasse uitkwam voor KVV Coxyde en in Eerste klasse amateurs voor VW Hamme en Eendracht Aalst.[7] Ook zijn vader Guido was als voetballer actief in de lagere reeksen.